# Габунія Гурам Дмитрович
Гурам Дмитрович Габунія (29 серпня 1936, місто Тбілісі, тепер Грузія — 2012, місто Тбілісі, Грузія) — грузинський радянський державний діяч, 1-й секретар Тбіліського міського комітету КП Грузії, голова Тбіліського міськвиконкому. Депутат Верховної ради Грузинської РСР 9—10-го скликань. Депутат Верховної Ради СРСР 11-го скликання.

## Життєпис
У 1960 році закінчив Грузинський політехнічний інститут імені Леніна в Тбілісі.
У 1960 році працював інженером Тбіліського заводу «Електрозварювання».
З 1960 року — на комсомольській роботі: інструктор Тбіліського міського комітету ЛКСМ Грузії; 1-й секретар Кіровського районного комітету ЛКСМ Грузії міста Тбілісі.
Член КПРС з 1962 року.
У 1963—1965 роках — завідувач відділу ЦК ЛКСМ Грузії.
У 1965—1970 роках — 1-й секретар Тбіліського міського комітету ЛКСМ Грузії.
У 1970—1972 роках — завідувач організаційного відділу Тбіліського міського комітету КП Грузії.
У 1972—1974 роках — 1-й секретар районного комітету імені 26 комісарів КП Грузії міста Тбілісі.
У 1974—1979 роках — секретар Тбіліського міського комітету КП Грузії.
У 1979—1982 роках — голова виконавчого комітету Тбіліської міської ради народних депутатів.
У листопаді 1982 — 1987 року — 1-й секретар Тбіліського міського комітету КП Грузії.
У 1987—2011 роках — начальник управління Тбіліського метрополітену.
Помер у січні 2012 року в місті Тбілісі.

## Нагороди
- орден Трудового Червоного Прапора
- орден Дружби народів (17.03.1981)
- два ордени «Знак Пошани» (2.04.1966, 25.08.1971)
- орден Честі (Грузія)
- медалі